# Galaure
Pour les articles homonymes, voir Galaure (homonymie).
La Galaure est une rivière française, affluent du Rhône en rive gauche. La Galaure coule en région Auvergne-Rhône-Alpes, dans les départements de l'Isère et de la Drôme.

## Géographie

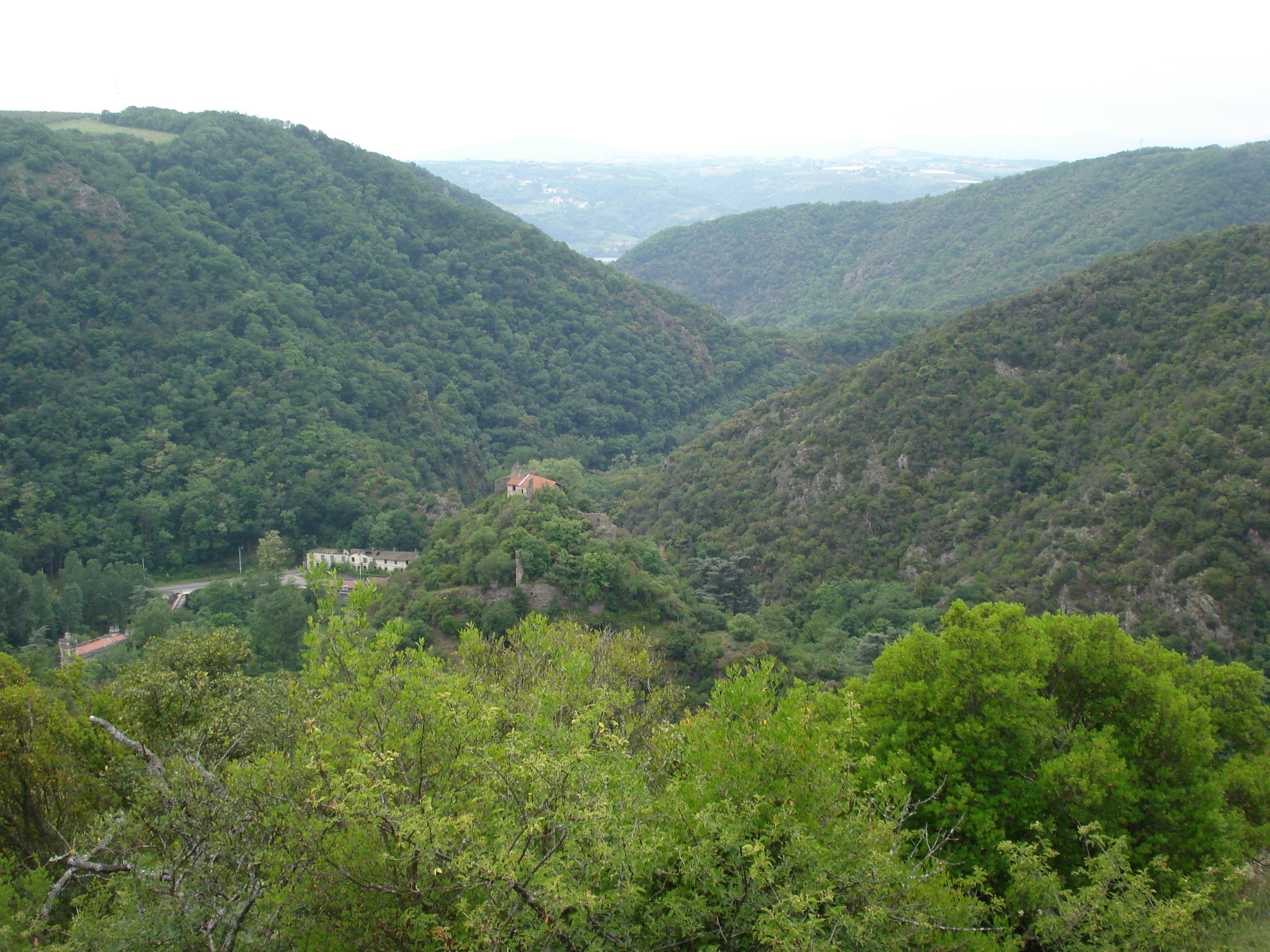
Vallée de la Galaure vue des hauteurs de Saint-Uze.

De 56,2 km de longueur, la rivière naît dans le département de l'Isère dans la forêt de Chambaran, commune de Roybon, tout près des sources de l'Herbasse.
Elle coule de manière générale vers l'ouest, baigne Hauterives et son étonnant Palais idéal du facteur Cheval.
Elle conflue avec le Rhône à Saint-Vallier.

### Communes traversées
Dans les deux départements de la Drôme et de l'Isère, La Galaure traverse quatorze communes(erreur dans la source : Sarras est une commune d'Ardèche)
- Roybon (source) ;
- Saint-Pierre-de-Bressieux ;
- Montfalcon ;
- Valherbasse ;
- Saint-Clair-sur-Galaure ;
- Le Grand-Serre ;
- Hauterives ;
- Châteauneuf-de-Galaure ;
- Saint-Jean de Galaure ;
- Saint-Barthélemy de Vals ;
- Saint-Uze ;
- Laveyron ;
- Saint-Vallier (affluent du Rhône).

### Bassin versant
La Galaure traverse trois zones hydrographiques :
- La Galaure de sa source à l'Oeillon inclus (V360).
- Le Rhône de la Galaure au Doux (V362).
- La Galaure de l'Oeillon au Rhône (V361)[1].

Cependant,  son bassin versant standard est celui défini par V361 pour une superficie de 239 km2. Ce bassin versant « réduit » est constitué à 60,24 % de « territoires agricoles », à 38,29 % de « forêts et milieux semi-naturels », à 1,27 % de « territoires artificialisés », à 0,04 % de « surfaces en eau ».

## Toponymie (hydronymie)

### Attestations
Dictionnaire topographique du département de la Drôme :
- 902 : Gualaurasio (cartulaire de Grenoble, A 10).
- 1025 : In Valle Walauro (cartulaire de Saint-André-le-Bas, 259).
- 1046 : Aqua Gala (cartulaire de Romans, 123).
- 1058 : Galaurum  (cartulaire de Romans, 15).
- 1108 : Flumen Galabri (cartulaire de Romans, 235).
- 1241 : Gualaurum (actes capit. de Vienne, 80).
- 1292 : Galabrium (d'Hozier, V, 328).
- 1891 : La Galaure, rivière qui a sa source près de Roybon (Isère), traverse les communes du Grand-Serre, d'Hauterives, de Châteauneuf-de-Galaure, de Mureils, de la Motte-de-Galaure, de Claveyson, de Saint-Barthélemy-de-Vals, de Saint-Uze et de Saint-Vallier, enfin se jette dans le Rhône après un cours d'environ 56 kilomètres, dont 36,37 dans le département de la Drôme. Sa largeur moyenne est de 20,90 mètres, sa  pente de 265 mètres, son débit ordinaire de 0,622 m3, extraordinaire de 540 m3.

La Galaure a donné son hydronyme aux trois communes de La Motte-de-Galaure, Châteauneuf-de-Galaure, Saint-Clair-sur-Galaure.

### Étymologie
Son nom viendrait d'un ancien *Galauara, basé sur la racine hydronymique pré-celtique gal- signifiant « pierre », complétée du double suffixe locatif -au-ar. Des formations similaires se retrouvent dans les noms de la Galèbre (Beaujeu) ou de Galabre (La Robine-sur-Galabre)[réf. nécessaire].

## Affluents
La Galaure a dix-huit affluents référencés :
- le ruisseau de la Combe de l'Etang,
- le ruisseau de Queue Noire,
- le Gerbert avec deux affluents et de rang de Strahler deux :
  - le ruisseau de Combe Millet,
  - le ruisseau de Combe Fouaty,
- le ruisseau de l'Aiguë Noire, avec deux affluents et de rang de Strahler trois :
  - le ruisseau de Sétives,
  - le ruisseau de Vers l'Oursière avec un affluent :
    - le ruisseau de Clairfont,
- le ruisseau de Choru,
- le ruisseau de Charamelières,
- le Galaveyson, avec un affluent :
  - le Rativeyron,
- le ruisseau de Bonne Combe,
- le ruisseau de Dravey,
- L'Oeillon, avec un affluent :
  - le ruisseau de Combesse,
- la Vermeille avec deux affluents :
  - l'Egout,
- le ruisseau Lézard
- l'Avenon,
- le Bion,
- l'Emeil,
- le ruisseau de Combe Tourmente, avec un affluent :
  - la Ravine,
- la Cancette,
- le Bourbourioux,

Son rang de Strahler est donc de quatre.

## Hydrologie

### La Galaure à Saint-Uze
Le module de la Galaure a été calculé durant 24 ans à Saint-Uze, petite localité voisine du confluent,. Il se monte à 2,18 m3/s pour une surface de bassin de 232 km2. 
La rivière présente des fluctuations saisonnières de débit liées à son régime pluvial, avec des hautes eaux prolongées allant de l'automne au printemps et portant le débit mensuel moyen au niveau de 2,5 à 2,87 m3/s d'octobre à mai inclus (avec un maximum en avril et un petit creux en février), suivies d'une baisse progressive mais rapide jusqu'à l'étiage du mois d'août, avec 0,727 m3/s de moyenne.

### Étiage ou basses eaux
Le VCN3 peut chuter jusque 0,225 m3/s, en cas de période décennale sèche.

### Crues
Les crues peuvent être importantes, malgré la petitesse du bassin de la rivière. En effet, le QIX 2 et le QIX 5 valent respectivement 48 et 82 m3/s. Le QIX 10 est de 99 m3/s, le QIX 20 de 120 m3/s et le QIX 50 de 150 m3/s.  
Le débit instantané maximal enregistré à Saint-Uze est de 233 m3/s le 6 septembre 2008 tandis que le débit journalier maximal était de 79,90 m3/s aussi le 6 septembre 2008 (crue a priori centennale).

### Lame d'eau et débit spécifique
La lame d'eau écoulée dans le bassin versant de la rivière est de 298 millimètres annuellement, ce qui est moyen, légèrement inférieur à la moyenne française, tous bassins confondus. Le débit spécifique (ou Qsp) atteint 9,4 litres par seconde et par kilomètre carré de bassin.